# Gimsøya
Die Gimsøya (seltener auch Gimsøy) ist eine norwegische Insel der Kommune Vågan im Fylke Nordland. Sie ist Teil der Inselgruppe Lofoten, eingekeilt zwischen den beiden Hauptinseln der Lofotkette Austvågøya und Vestvågøya im Osten und Westen.

## Geografie

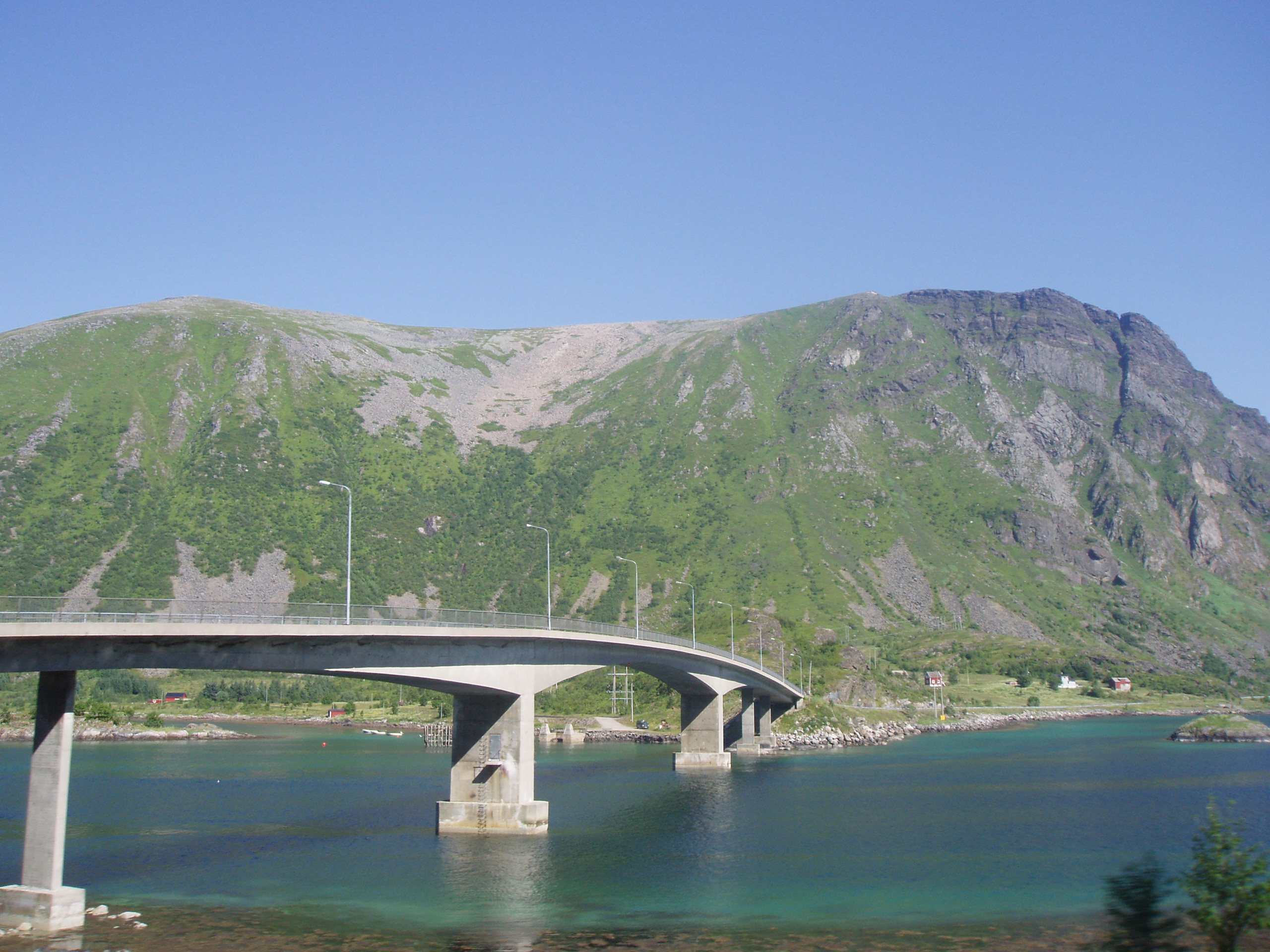
Gimsøystraumen Brücke

Die Gimsøya liegt im Osten der Insel Vestvågøya, die beiden Inseln trennt der Sund Sundklakkstraumen. Im Osten von Gimsøya trennt der  Gimsøystraumen die Insel von der Austvågøya. Mit 46,4 km² ist die Gimsøya die 74.-größte Insel Norwegens. Der nordwestliche Bereich der Insel ist flach und von Mooren bedeckt. Diese sind größtenteils für den landwirtschaftlichen Gebrauch entwässert worden. Im Südosten liegen Berge mit bis zu 768 moh. Die höchste Erhebung ist die Svarttinden.
Am dichtesten besiedelt ist die Insel im Nordosten. Dort liegt die Siedlung Gimsøy, wo sich mit der Gimsøy kirke eine 1876 erbaute Holzkirche befindet. Etwas weiter westlich liegt die Ortschaft Vinje. Zwischen 1856 und 1964 gehörte die Insel zur Gemeinde Gimsøy, welche zudem Teile der Nachbarinsel Austvågøya umfasste.

## Verkehr
Die Europastraße 10 (E10) überquert im Süden der Insel die beiden Sunde Gimsøystraumen und Sundklakkstraumen. Von der E10 aus führen Fylkesveier in die nördlicheren Gebiete der Insel.

## Name
Der Name leitet sich vom altnordischen Namen Gimista ab. Im Jahr 1430 wurde die Gegend als Gimisto erwähnt. Dessen Bedeutung ist nicht gesichert.